# Бережайка
Бережайка (Вережайка, Плетёнка) — река в России, протекает в Кесовогорском районе Тверской области. Устье реки находится в 19 км по левому берегу реки Дрезна от её устья; на границе с Бежецким и Кашинским районами. Длина реки составляет 30 км.
Сельские населённые пункты у реки: Мартыница, Радухово, Сутоки и Аннино, Гришкино, Зиновка, Степандино, Алафеево, Бокарево, Бережай и Медведное. Далее до устья течёт по лесу.
Притоки: Пенка (левый), Барановка (левый), Кунчиха (правый)

## Данные водного реестра
По данным государственного водного реестра России относится к Верхневолжскому бассейновому округу, водохозяйственный участок реки — Волга от Иваньковского гидроузла до Угличского гидроузла (Угличское водохранилище), речной подбассейн реки — бассейны притоков (Верхней) Волги до Рыбинского водохранилища. Речной бассейн реки — (Верхняя) Волга до Куйбышевского водохранилища (без бассейна Оки).
По данным геоинформационной системы водохозяйственного районирования территории РФ, подготовленной Федеральным агентством водных ресурсов:
- Код водного объекта в государственном водном реестре — 08010100812110000003813
- Код по гидрологической изученности (ГИ) — 110000381
- Код бассейна — 08.01.01.008
- Номер тома по ГИ — 10
- Выпуск по ГИ — 0